# روكي فوينتيس
روكي فوينتيس (10 فبراير 1986 - ) هو ملاكم فلبيني، صنّف ضمن فئة وزن الذبابة.

## روابط خارجية
- روكي فوينتيس على موقع بوكس ريك (الإنجليزية) (registration required)